# Mariya Shkolna
Mariya Shkolna (28 de octubre de 1997) es una deportista ucraniana, nacionalizada luxemburguesa, que compitió en tiro con arco, en la modalidad de arco compuesto. Ganó dos medallas en el Campeonato Mundial de Tiro con Arco al Aire Libre, oro en 2015 y bronce en 2023.

## Palmarés internacional
| Representando a Ucrania          |                        |                   |              |
| Campeonato Mundial al Aire Libre |                        |                   |              |
| Año                              | Lugar                  | Medalla           | Prueba       |
| 2015                             | Copenhague (Dinamarca) | Medalla de oro    | Equipo       |
| Representando a Luxemburgo       |                        |                   |              |
| Campeonato Mundial al Aire Libre |                        |                   |              |
| Año                              | Lugar                  | Medalla           | Prueba       |
| 2023                             | Berlín (Alemania)      | Medalla de bronce | Equipo mixto |